# Большие Тиуши
Больши́е Ти́уши (чув. Аслӑ Тивӗш) — деревня Богатырёвского сельского поселения Цивильского района Чувашии. Расстояние до города Чебоксары — 63 км (по прямой — 36 км), до райцентра Цивильск — 20 км, до ж/д станции Цивильск (Михайловка) — 18 км (пешей тропой — 5 км). Деревня расположена на высоком холмистом левобережье реки Большой Цивиль. По состоянию на 2014 год деревня состоит из четырёх улиц и 48 домов, частично населена дачниками.

## История и современность

Деревня Большие Тиуши. Вид на реку Большой Цивиль, 2012

Исконное название деревни Аслă Тивеш переведено с чувашского языка на русский не вполне точно: более аутентичный вариант — Старшие Тиуши. Данное обстоятельство объясняет тот факт, что находящаяся в 1,5 км деревня Малые Тиуши, чув. Кĕçĕн Тивĕш, что точнее переводится как Младшие Тиуши, по площади и числу домохозяйств крупнее, чем Большие Тиуши.
В XIX веке — околоток д. Тиушева (ныне в составе Б.Тиуши). Жители — чуваши, до 1724 года — ясачные, до — 1866 государственные крестьяне. Занимались земледелием, животноводством. В 1930 году образован колхоз «Калинин». С XVIII века до 1926 года деревня находилась в составе Сюрбеевской волости, Чурачикской волости Цивильского уезда. В 1926-27 годах относилась к Цивильской волости Цивильского уезда Цивильского района, затем к Цивильскому району Чувашской АССР. Число дворов и жителей Тиушева: в 1719 — 37 дворов, 133 муж., 1747—170 муж.;1795 (с выселком) — 55 дворов, 103 муж., 134 жен.; Б.Тиуши.: 1867 — 77 дворов., 1897—125 муж., 142 жен.;1926 — 56 дворов, 130 муж., 141 жен.; 1939—122 муж., 139 жен.; 1979 — 63 муж., 74 жен.; 2002 — 43 двора, 117 чел.: 54 муж., 63 жен. В 2014 году имеются фельдшерский пункт, библиотека, магазин, сельскохозяйственный производственный кооператив СХПК «Тиуши». Сельский клуб с библиотекой, кинозалом, танцплощадкой и конторой в 2012 году был продан в предпринимательские руки и немедленно разрушен, что вызвало недовольство жителей и критический отклик в республиканской прессе. Часть домохозяйств в деревне используются как дачи.

Пруд в деревне. Август 2012

Председатель совета старейшин — Вольфрам Васильевич Васильев (род. 1 марта 1937, Большие Тиуши).
В сквере при въезде в деревню — памятник жителям деревни, погибшим в ходе Великой Отечественной войны, с выбитыми на камне именами.
В деревне родился физик, специалист по применению радиоактивных материалов в сельском хозяйстве Леонид Ленский (1937—2009) — доктор сельскохозяйственных наук, профессор, заслуженный деятель науки РФ. Мемориальная доска на доме по улице Николаева в деревне, где родился академик Ленский, открыта решением совета депутатов Богатырёвского сельского поселения 12 сентября 2014 года — по инициативе депутата Госдумы РФ Валентина Шурчанова и Российского государственного агроинженерного университета.

## Население
| 2010 | 2012 |
| ---- | ---- |
| 100  | ↗107 |